# スワベック・コバレフスキ
スワベック・コバレフスキ（英: Slavomir Stanislaw Kowalewski）は、ポーランド出身のピアニスト、作曲家。
グダニスクに生まれ、10歳のときにドイツへ移住。2006年、オランダのConservatorium van Amsterdam音楽院ピアノ科卒業。同音楽院にて映画音楽の作曲、ミュージックテクノロジーを学ぶ。ホコン・アウストボ、ジャック・ルヴィエ、クロード・エルフェール、マリーフランソワーズ・ビュッケなどのピアニストに師事。
クラシックピアノ演奏の他に、音楽プロデュース、そして映画やテレビの音楽も手掛ける。ヨーロッパ、アジア各地での演奏活動を経て、現在は東京で映画、テレビ、CMの作曲家として活躍。

## 作品

### 映画音楽
- 2004年 短編映画『Doors』 製作：WASP-factory.nl、 監督：Mandra Wabäck
- 2004年 短編映画『Morgenster』 製作：Armadillo-Film、 監督：Sytske Kok
- 2006年 ドキュメンタリー作品『Paleis voor de laatse arbeiders』 製作：Studio Franjo NL
- 2006年 ドキュメンタリー作品『Fellowship of the Andes』　製作：Pilgrimm Pictures
- 2007年 短編映画『お父さんのたばこ』(The Errand) 製作：100 Meter Films、監督：塩崎洋平
- 2009年 短編映画『Kingyo』 製作：早稲田大学、監督：Edmund Yeo
- 2009年 短編映画『Afternoon River, Evening Sky』 製作：早稲田大学、監督：Edmund Yeo
- 2009年 短編映画『Riding in the Circle』 製作：ATMK.biz、監督：サカマキ　マサ
- 2009年 ドキュメンタリー作品『HOME』 製作：Project Home、監督：Desiree Lim
- 2010年 ドキュメンタリー作品『襟裳岬のアザラシ』 製作： ATMK.biz、監督： 大重 裕二
- 2010年 ドキュメンタリー/プロモーション作品『午後公園』／ Li Ka Shing Foundation Hong-Kong 製作： Riverside Production 香港、監督： Jessey Tsang
- 2010年  Virtual Tripー作品『ヘリテージ ジャパン』　製作：ポニーキャニオン、 Blu-ray、プロデューサ：大柳英樹
- 2012年 短編映画『Yukuharu』制作：Loaded Films、監督：Jason Gray
- 2012年 SF映画『佐渡テンペスト』製作：100 Meter Films、監督：John Williams
- 2012年 コメディー映画 『茜色の約束』製作：100 Meter Films、監督：塩崎祥平
- 2015年 短編映画『Margreet』製作：Leto Films, Los Angeles、監督：Katherine Nova
- 2015年 コメディー映画 『Wenn Ediths Glocken läuten』製作：Cola Film Berlin、監督：Nicolai Tegeler
- 2017年 短編映画 『冷たい床／Cold Feet』製作：星海電影制作公司（Starsea Films Production）、監督：末長敬司
- 2018年 短編映画 『AIM POINT』製作：星海電影制作公司（Starsea Films Production）、監督：末長敬司
- 2018年 コメディー映画 『かぞくわり』製作：100 Meter Films、監督：塩崎祥平
- 2018年 カフカ原作映画『審判』製作：100 Meter Films、監督：John Williams、2017

### テレビ番組 / ストリーミング
- 2008年 - 2009年 NHKテレビ番組『街道てくてく旅』
- 2009年 NHK国際放送『TOKYO EYE』
- 2011年 フジテレビ - テレビドラマ『プロポーズ兄弟』
- 2012年 東映アニメーション - アニメソング『スマイルプリキュア!』
- 2012年 テレビアニメ『AKB0048』（高木洋と連名）
- 2013年 WOWOWテレビドラマ『鍵のない夢を見る』
- 2013年 TBS/MBSテレビドラマ『母。わが子へ』
- 2017年 テレビアニメ『シルバニアファミリーズ』（Netflix）
- 2020年 テレビドラマ『君と世界が終わる日に』（日本テレビ）
- 2020年 テレビアニメ『イド：インヴェイデッド』（梅堀淳と連名）
- 2024年 テレビドラマ『ナースが婚活』（テレビ東京）

### CD
- 2011年 ソロアルバム『脳ストレス解消』レコード会社DELLAより
- 2011年 ソロアルバム『ねむりのおんがく』レコード会社DELLAより
- 2012年 『スマイルプリキュア!ボーカルアルバム1〜ひろがれ!スマイルワールド!!〜』キュアマーチ/緑川なお（CV:井上麻里奈）「いつも笑顔で」作曲（高木洋と連名）
- 2013年 ゆるゆり♪♪挿入歌　「みんなだいすきのうた」　歌:赤座あかり（CV:三上枝織） 編曲
- 2013年 「ドキドキ!プリキュア ボーカルアルバム2〜100%プリキュアDAYS☆〜」キュアエース（CV:釘宮理恵）「愛の力」作編曲（梅堀淳と連名）
- 2015年 『Go!プリンセスプリキュア オリジナル・サウンドトラック』「プリキュア・プリンセスエンゲージ!」「マニフィック!プリンセスプリキュア!」コーラス英訳詞
- 2016年『映画魔法つかいプリキュア!』オリジナル・サウンドトラック』「鮮烈!キュアモフルン」英訳詞
- 2020年『審判』(Original Motion Picture Soundtrack)
- 2020年『Sado Tempest』 (Original Motion Picture Soundtrack)